# 任熊
任熊（1823年7月19日－1857年11月23日），字渭長，一字湘浦，號不捨，浙江萧山人，清朝画家。“海派”艺术的代表人物之一。其绘画对“海上畫派”及中国近现代绘画影响很大。精山水，花鸟，人物画。

## 生平
1823年7月19日生於浙江蕭山縣城。
受父影響，任熊自幼喜愛繪畫。父卒，又從村塾師學畫肖像。凡影描勾填之法，畫男女老幼之容，無所不會。因不願死板地恪守粉本，乃竊變其法，以期畫出裹在衣冠裡的人體解剖結構，於是弄得“朝服翎頂者禿其顱矣，端拱者跣一足矣”，因而引起老師的不滿。任熊遂離師而赴各地賣畫為生。在杭州他得到同鄉陸冶山相助，結識了許多畫友。此時他的肖像畫已為人所重，然他對傳統藝術的學習仍孜孜不倦，臨摹了杭州孤山聖因寺貫休的十六羅漢石刻畫像。浙西周閑喜愛任熊繪畫，將他邀至范湖草堂，使他終日臨撫古人名作，略不滿意，則再臨一遍，必達到與原作亂真或勝過原作乃已。興致所到，經常通宵達旦，前後達8年之久，故其畫藝日益精深。他又被寧波文人姚燮延請。姚家收藏甚富，使他得以飽賞宋元明清諸代名家的書畫佳品。在此期間，他創作了《姚燮詩意圖》120幅（故宮博物院）。後來常往來於寧波、杭州、上海、蘇州等地，靠賣畫為生。任熊的繪畫、人物、花卉、山水無所不能，工筆、寫意兼長，尤以人物畫著稱。其畫格、畫法主要學習陳洪綬，並加以發展，筆法清新活潑，氣味靜穆，富有裝飾趣味，深為當時人們所喜愛珍賞。
1857年11月23日卒於蕭山家中。

## 作品
其代表作有《自畫像》、《二湘圖》、《盲歌圖》及木刻畫稿《列仙酒牌》、《劍俠傳》、《於越先賢傳》、《高士傳》等。其山水畫《范湖草堂圖》（上海博物館）、《十萬圖》（故宮博物院）等，為晚年山水畫的代表作。 

## 家族
父任椿，善畫，在當地稍有名氣。
任熊与儿子任预，弟弟任薰，侄子任颐称“四任”；与任颐，任薰时称“海上三任”。